# Glaciares de Colombia
Los glaciares de Colombia son masas de hielo y nieve situadas en las cumbres de la Cordillera Oriental y Central de Los Andes, así como en la Sierra Nevada de Santa Marta, por lo que constituyen un componente representativo de la criósfera ecuatorial. Aunque el país está ubicado en la zona ecuatorial, sus altas montañas albergan masas de hielo que han persistido durante siglos. En Colombia, estos glaciares, son denominados como “nevados” o “nieves perpetuas”, forman parte de los glaciares ecuatoriales, que se ubican en la franja ecuatorial, en condiciones de alta radiación solar y bajas temperaturas, en altitudes que rondan entre los 4.500 y 5.300 m s. n. m. (metros sobre el nivel del mar). Sin embargo, estas reservas de agua dulce están retrocediendo debido al cambio climático, lo que convierte a la República de Colombia en un caso de estudio de la glaciología tropical. Actualmente, quedan seis masas glaciares activas distribuidas en el país.
En la actualidad, Colombia cuenta con 33 kilómetros cuadrados de glaciares, que representan el 45 % de los glaciares ecuatoriales, según cifras registradas por el IDEAM en 2023. Cuatro de los seis glaciares en Colombia están ubicados sobre volcanes activos; los dos restantes se ubican sobre sierras nevadas. El glaciar Santa Isabel, ubicado en el Parque Nacional Natural Los Nevados, es el que está más próximo a desaparecer, debido al cambio climático. A una relativa baja altitud, la ceniza volcánica dentro del hielo del glaciar favorece fenómenos de variabilidad climática como El Niño.

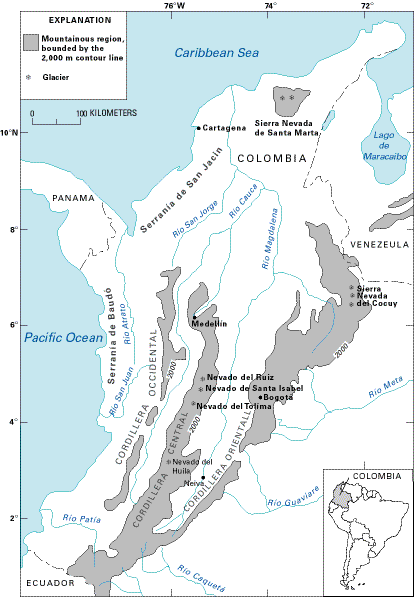
Ubicación de los glaciares colombianos

Durante el Pleniglacial Medio, entre 48 000 y 30 000 años antes del presente, los glaciares en el actual territorio colombiano se ubicaron a altitudes alrededor de los 3.000 m s. n. m., ocupando una superficie cercana a los 17.109 km². Posteriormente, durante el Pleniglacial Máximo, entre 24 500 y 20 400 años AP, se presentaron condiciones frías y secas y se mantuvieron las masas glaciares, pero durante el Tardiglacial, entre 11 000 y 10 000 AP, comenzó su retirada, lo cual marcó el final de la última glaciación.
Como influencia de la pequeña Edad del Hielo (siglos XV al XIX), los glaciares en el territorio colombiano alcanzaron su extensión máxima desde el Holoceno, abarcando una superficie estimada de 374 km². A partir de mediados del siglo XIX, se observa una tendencia sostenida de retroceso glaciar como consecuencia del aumento de las temperaturas globales, exacerbadas por el cambio climático. Las condiciones climáticas que influencian la dinámica glaciar son: la radiación solar (incidente y reflejada), la temperatura del aire, la humedad relativa, la precipitación y el viento; estas condiciones actúan mediante la influencia de factores geológicos y geomorfológicos como la altitud, la orientación de las laderas y la topografía del sustrato rocoso.
Desde el siglo XIX, Colombia ha perdido cerca del 90% de su cobertura glacial. En 1850 existían al menos 13 masas glaciares importantes, pero para 2022 solo subsisten seis: el Nevado del Ruíz, Nevado del Tolima, Nevado del Huila, Sierra Nevada de Santa Marta, Sierra Nevada del Cocuy y el Nevado de Santa Isabel.
Los glaciares tropicales de los Andes están desapareciendo a un ritmo significativamente más acelerado que el promedio global, con una pérdida de masa glaciar estimada hasta diez veces superior. Durante el siglo XX, la temperatura media en los Andes tropicales (Colombia, Venezuela, Ecuador y Perú) se incrementó en aproximadamente 0,8 °C. De mantenerse las trayectorias actuales de emisiones de gases de efecto invernadero, la mayoría de los glaciares tropicales desaparecerán a lo largo del siglo XXI.
Según proyecciones del IDEAM, Colombia podría experimentar un aumento de temperatura superior a 1,5 °C en regiones como Nariño y el Catatumbo antes del año 2040, y entre 2 y 4 °C en el centro de la región Andina hacia mediados de siglo. El país podría enfrentar un aumento térmico mayor a 3 °C hacia finales del siglo XXI, con graves consecuencias sobre los glaciares remanentes y las comunidades que dependen de ellos para el abastecimiento hídrico.
Respecto a su valor ecológico y científico, los glaciares colombianos cumplen un papel fundamental en la regulación hídrica de las regiones alto andinas, ya que alimentan ríos y quebradas que abastecen a poblaciones humanas, ecosistemas y actividades agrícolas. De acuerdo con estudios del Instituto de Hidrología, Meteorología y Estudios Ambientales (IDEAM), el país ha perdido más del 90% de su cobertura glaciar en el último siglo, con una tasa de retroceso que se ha acelerado en las últimas décadas debido al aumento de la temperatura promedio global y fenómenos como El Niño. Esta reducción ha llevado a que algunos glaciares, como el de Santa Isabel, estén al borde de desaparecer antes de 2030, lo que plantea desafíos relevantes en la gestión del agua, conservación de la biodiversidad y adaptación al cambio climático en zonas de montaña.

## Distribución y localización
En Colombia, los glaciares se encuentran en seis zonas montañosas por encima de los 4.700 metros sobre el nivel del mar, distribuidas en las cordilleras (Andes colombianos) Central, Oriental y en la Sierra Nevada de Santa Marta. 
Estas son:
- Nevado del Ruiz (Cordillera Central)
- Nevado del Tolima (Cordillera Central)
- Nevado de Santa Isabel (Cordillera Central)
- Nevado del Huila (Cordillera Central)
- Sierra Nevada del Cocuy (Cordillera Oriental)
- Sierra Nevada de Santa Marta (Sistema montañoso aislado)

Estas áreas albergan los últimos glaciares tropicales del país y están protegidas en su mayoría bajo la figura de Parques Nacionales Naturales, lo que facilita su monitoreo y conservación.
| Glaciares Colombianos                     | Ubicación                                               | Descripción | Información Geográfica | Importancia | Tiempo de Vida Estimado                | Imágenes |
| Nevado del Ruiz (Kumanday)                | Entre los departamentos de Tolima y Caldas              | Es un estratovolcán cubierto parcialmente por glaciares. Presenta constante actividad volcánica y ha tenido erupciones históricas importantes.               | - 5.321 m s. n. m. - 4° 53’ Lat. Norte y 75° 19’ Lon. Oeste - Única masa de hielo - Punto más alto e icónico de la región Andina central.                 | Su monitoreo constante es crucial por su cercanía a zonas densamente pobladas y su potencial de generar avalanchas; también es fuente de agua y parte del Parque Nacional Natural Los Nevados. | Aproximadamente 10-15 años (2035–2040) |          |
| Nevado de Santa Isabel (Poleka Kasué)     | Entre Risaralda, Caldas y Tolima                        | Es un volcán apagado de baja elevación con un glaciar muy fragmentado y accesible. Su cobertura de hielo ha disminuido drásticamente en las últimas décadas. | - 4.945 m s. n. m. - 4° 49’ Lat. Norte 75° 21’ Lon. Oeste - No cuenta con masa glaciar desde el 2020 - Conjunto de domos o superficies convexas.          | Es uno de los glaciares más vulnerables, usado para turismo ecológico y educación ambiental; su desaparición afectará el equilibrio hídrico y los ecosistemas altoandinos.                     | Menos de 5 años (antes de 2030)        |          |
| Nevado del Tolima (Dulima)                | Departamento del Tolima                                 | Volcán activo con un glaciar pequeño y difícil de alcanzar. Su forma cónica lo hace visualmente distintivo. Segunda masa glaciar más pequeña del país.       | - Estimado de 5.215 m s. n. m. - 4° 39’ Lat. Norte y 75° 19’ Lon. Oeste - Área glaciar sobre un estratovolcán de forma cónica.                            | Tiene alto valor ecológico por su rol en el ciclo hidrológico regional; además, representa un reto técnico y espiritual para comunidades montañistas e indígenas.                              | Entre 2030 y 2035                      |          |
| Nevado del Huila (Wila)                   | En los departamentos de Huila, Cauca y Tolima           | Es el volcán más alto de Colombia, activo y con un glaciar complejo. Sus laderas presentan frecuentes procesos erosivos.                                     | - 5.267 m s. n. m. - 2° 55’ Lat. Norte, 76° 03’ Lon. Oeste - Compuesto por dos masas de hielo - Presenta un domo generado por actividad volcánica.        | Su glaciar alimenta varias cuencas hídricas clave del sur del país; además, el volcán es intensamente vigilado por su potencial de riesgo para comunidades cercanas.                           | Aproximadamente 10 años (2035 aprox.)  |          |
| Sierra Nevada del Cocuy o Güicán (Zizuma) | En Boyacá y Arauca                                      | Cordillera con más de 20 picos nevados. Presenta una gran biodiversidad y es un área protegida con presencia de glaciares en retroceso.                      | - 5.380 m s. n. m. - 6° 21’ a 6° 33’ de Lat. Norte, y 72° 15’ a 72° 19’ de Long. Oeste - Composición de 24 fragmentos de hielo mayores a una hectárea     | Es una de las principales reservas de agua del oriente colombiano, clave para pueblos indígenas u'wa y actividades ecoturísticas reguladas dentro del parque nacional.                         | Entre 2040 y 2050                      |          |
| Sierra Nevada de Santa Marta (Chundua)    | Región Caribe colombiana(Magdalena, La Guajira y Cesar) | Es el sistema montañoso litoral más alto del mundo con picos nevados. Alberga ecosistemas únicos y territorios ancestrales indígenas.                        | - 5.775 m s. n. m. - Entre 10° 47’ y 10° 52’ de Lat. Norte y 73° 34’ y 73° 44’ Lon. Oeste. - Composición de 32 fragmentos de hielo mayores a una hectárea | Tiene gran importancia cultural y espiritual para comunidades como los kogui y arhuacos; además, regula microclimas y es fuente esencial de agua en la región caribeña.                        | Antes de 2050                          |          |

## Estado actual y panorama futuro

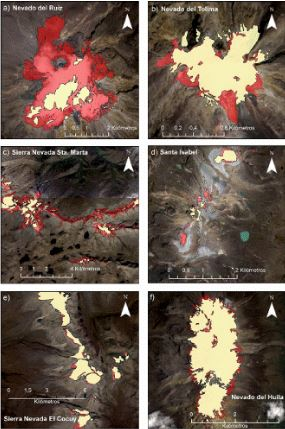
Retroceso Glaciares Colombianos (2016)

El retroceso acelerado de los glaciares colombianos es considerado una manifestación directa del cambio climático global. Las tasas de desglaciación de éstos son superiores al promedio mundial, y se deben principalmente al aumento global de temperaturas y la reducción de las precipitaciones en forma de nieve en las zonas altas de la cordillera. Desde la década de 1980, el retroceso glaciar en Colombia se ha acelerado significativamente, con tasas de pérdida de área de entre 3% y 5% al año. Estudios recientes del Instituto de Hidrología, Meteorología y Estudios Ambientales (IDEAM) indican que entre 2010 y 2022, los glaciares se redujeron en promedio 1,4 km² al año. Desde finales del siglo XIX hasta 2022, Colombia ha perdido aproximadamente el 90% de su cobertura glaciar. Actualmente, solo quedan alrededor de 33 km² distribuidos en seis nevados en proceso de extinción. Entre 2021 y 2022, la cobertura glaciar del país se redujo en un 3,2% (1,11 km²), equivalente a unas 156 canchas de fútbol. Esta disminución se ha visto agravada por fenómenos climáticos como El Niño, que intensifican el derretimiento de los glaciares.
Los glaciares colombianos son fuentes críticas de agua para ecosistemas y comunidades locales. Su retroceso afecta la disponibilidad hídrica, la biodiversidad de páramos y la agricultura de las zonas aledañas. Además, tienen un valor cultural importante para los pueblos indígenas, quienes consideran los nevados como sagrados.

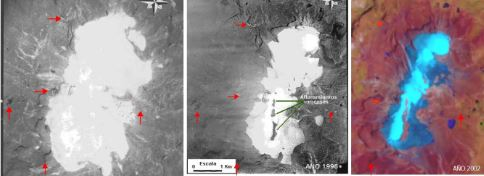
Perdida Glaciar Nevado Santa Isabel (1996-2000)

Según proyecciones del IDEAM, si la tendencia de calentamiento global y fenómenos como El Niño persisten, algunos glaciares como el Nevado de Santa Isabel podrían desaparecer por completo antes del 2030, mientras que el Nevado del Tolima y el Nevado del Huila no superarían el 2040. El Nevado de Santa Isabel, ubicado en la cordillera Central, ha mostrado una pérdida continua y considerable de masa desde marzo de 2006 hasta noviembre de 2022. Este comportamiento se asocia principalmente a tres factores: la baja altitud del glaciar, que lo expone a mayores temperaturas; la presencia de ceniza volcánica sobre la superficie, lo que disminuye el albedo (capacidad de reflexión de la radiación solar) y acelera el derretimiento; y la reducción de precipitaciones sólidas (nieve y granizo), lo cual impide la regeneración del manto nival.
Según el Estudio Nacional del Agua de 2022, el Colombia ha perdido ocho glaciares en el último siglo, y desde la década de 1990, el ritmo de reducción de área glaciar ha sido del 3% al 5% anual, llegando a 7,8% entre 2017 y 2021. El monitoreo directo del IDEAM indica que el balance de masa glaciar muestra un fuerte desequilibrio para el glaciar de Santa Isabel, mientras que el glaciar del Cocuy ha registrado balances positivos desde 2017, atribuidos a condiciones climáticas locales favorables debido a sus características geomorfológicas
De acuerdo con datos recientes del IDEAM y reportes internacionales sobre criósfera tropical, se estima que Colombia podría perder todos sus glaciares antes del año 2050 si no se revierten las tendencias actuales de calentamiento global. En particular, el Nevado de Santa Isabel podría desaparecer, incluso antes de 2030, siendo uno de los más vulnerables por su baja altitud. Esta pérdida representa no solo una tragedia ambiental, sino también social, ya que muchas comunidades campesinas e indígenas dependen del agua proveniente del deshielo para consumo, agricultura y ganadería. Además, los glaciares cumplen una función importante en la regulación hídrica y climática de los ecosistemas altoandinos. A nivel científico, su desaparición limita el estudio de la criósfera tropical, considerada un indicador clave del cambio climático. Como respuesta, el IDEAM ha intensificado su programa de monitoreo con estaciones automáticas y observación satelital, y ha promovido campañas educativas y colaboraciones con universidades y organizaciones ambientales para sensibilizar sobre esta problemática.
Los glaciares colombianos son fuentes críticas de agua para ecosistemas y comunidades locales. Su retroceso afecta la disponibilidad hídrica, la biodiversidad de páramos y la agricultura de las zonas aledañas. Además, tienen un valor cultural importante para los pueblos indígenas, quienes consideran los nevados como sagrados.
La Pequeña Edad Glaciar
Entre los siglos XVI y XIX, el planeta experimentó un período de enfriamiento conocido como la Pequeña Edad Glaciar, considerado el evento frío más importante desde el final de la última glaciación. Este fenómeno no fue una glaciación en sentido estricto, pero sí produjo un avance notable de los glaciares en varias regiones del mundo, incluyendo Colombia.
En Colombia, este fenómeno fue mayormente documentado históricamente. El enfriamiento atmosférico entre 1600 y 1850 d. C. provocó que los glaciares descendieran a altitudes promedio de 4300 metros. Nevados como el Cumbal, Pan de Azúcar y Puracé en el sur alcanzaron los 4200 m, mientras que en la Sierra Nevada de Santa Marta se registraron descensos hasta los 4600 m. Como resultado, los glaciares cubrieron un área estimada de 374 km². 
Glaciares Colombianos Extintos en el Siglo XX
A inicios del siglo XX, Colombia contaba con 13 montañas con glaciares. El incremento de la temperatura y la falta de precipitación sólida necesaria para mantener el hielo terminaron por derretir por completo los siguientes glaciares: 
| Glaciar       | Altitud (m) | Año desaparición |
| ------------- | ----------- | ---------------- |
| El Cisne      | 4470        | 1950             |
| Cumbal        | 4790        | 1985             |
| Galeras       | 4276        | 1948             |
| Sotará        | 4580        | 1948             |
| Pan de Azúcar | 4520        | 1960             |
| Puracé        | 4520        | 1940             |
| Quindío       | 4650        | 1960             |
| El Cisne      | 4600        | 1960             |

En términos generales, los glaciares colombianos han pasado de 347.9 km² aproximadamente al final de la Pequeña Edad de Hielo (siglos XVII-XIX) a 33,09 km² en la actualidad. 

#### Pérdida Glaciar Nevado Santa Isabel (1996-2000)

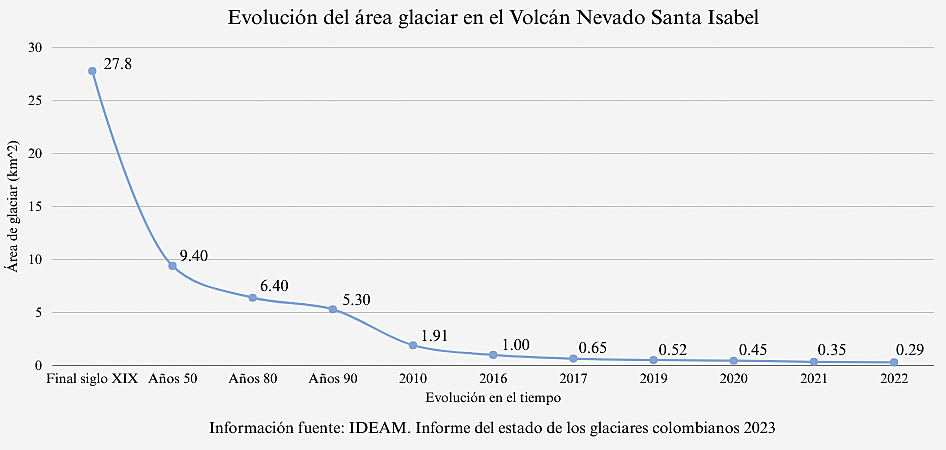
Evolución Área Glaciar (1950-2022)

Según proyecciones del IDEAM, si la tendencia de calentamiento global y fenómenos como El Niño persisten, algunos glaciares como el Nevado de Santa Isabel podrían desaparecer por completo antes del 2030, mientras que el Nevado del Tolima y el Nevado del Huila no superarían el 2040. El Nevado de Santa Isabel, ubicado en la cordillera Central, ha mostrado una pérdida continua y considerable de masa desde marzo de 2006 hasta noviembre de 2022. Este comportamiento se asocia principalmente a tres factores: la baja altitud del glaciar, que lo expone a mayores temperaturas; la presencia de ceniza volcánica sobre la superficie, lo que disminuye el albedo (capacidad de reflexión de la radiación solar) y acelera el derretimiento; y la reducción de precipitaciones sólidas (nieve y granizo), lo cual impide la regeneración del manto nival.
Esta pérdida representa no solo una tragedia ambiental, sino también social, ya que muchas comunidades campesinas e indígenas dependen del agua proveniente del deshielo para consumo, agricultura y ganadería. Además, los glaciares cumplen una función importante en la regulación hídrica y climática de los ecosistemas altoandinos. A nivel científico, su desaparición limita el estudio de la criósfera tropical, considerada un indicador clave del cambio climático. Como respuesta, el IDEAM ha intensificado su programa de monitoreo con estaciones automáticas y observación satelital, y ha promovido campañas educativas y colaboraciones con universidades y organizaciones ambientales para sensibilizar sobre esta problemática.
| Nombre del glaciar           | Ubicación (departamento)     | Altura máxima (m.s.n.m.) | Área glaciar estimada (km²) 2006 | Área glaciar estimada (km²) 2020 | Tendencia de retroceso | Observaciones destacadas                        |
| ---------------------------- | ---------------------------- | ------------------------ | -------------------------------- | -------------------------------- | ---------------------- | ----------------------------------------------- |
| Sierra Nevada de Santa Marta | Magdalena, Cesar, La Guajira | ~5.775                   | ~11,4                            | ~6,7                             | Muy acelerada          | Glaciar más septentrional del mundo.            |
| Nevado del Ruiz              | Caldas, Tolima               | ~5.321                   | ~4,3                             | ~2,6                             | Acelerada              | Afectado por erupciones y calentamiento global. |
| Nevado del Tolima            | Tolima                       | ~5.220                   | ~1,1                             | ~0,8                             | Crítica                | Podría desaparecer en menos de 10 años.         |
| Nevado de Santa Isabel       | Caldas, Risaralda, Tolima    | ~4.950                   | ~1,0                             | ~0,3                             | Inminente desaparición | Menor altitud; retroceso más avanzado.          |
| Nevado del Huila             | Huila, Cauca, Tolima         | ~5.364                   | ~2,0                             | ~1,2                             | Alta                   | Volcán activo; reducción significativa.         |
| Sierra Nevada del Cocuy      | Boyacá, Arauca               | ~5.330                   | ~21,0                            | ~13,1                            | Alta                   | Mayor masa glaciar del país.                    |

## Proyectos de monitoreo y tecnología aplicada
Actualmente, se están utilizando tecnologías como drones, imágenes satelitales Landsat y sensores térmicos para monitorear el retroceso glaciar en tiempo real, lo que permite a científicos y entidades como el IDEAM tomar decisiones más precisas en cuanto a conservación. Además, gracias al trabajo conjunto con el Servicio Geológico Colombiano y el uso de modelos digitales de elevación, se ha logrado una cartografía glaciar más precisa y actualizada, fortaleciendo la gestión del riesgo en áreas sensibles.
Colombia ha desarrollado e implementado diversos proyectos de monitoreo glaciar mediante el uso de tecnologías avanzadas para evaluar el retroceso y las dinámicas físicas de los glaciares andinos. El IDEAM lidera el Programa Nacional de Monitoreo de Glaciares, que utiliza estaciones meteorológicas automáticas, sensores remotos, imágenes satelitales y análisis de campo para generar datos climáticos y glaciológicos en tiempo real.
Adicionalmente, se han instalado sistemas de alerta temprana en zonas de alta vulnerabilidad, como el Nevado del Ruiz, que integran redes sísmicas, sensores de temperatura, radares y cámaras automáticas para detectar posibles deshielos súbitos o eventos volcánicos que puedan afectar las cuencas con cobertura glaciar.
En colaboración con universidades, Parques Nacionales Naturales y organizaciones internacionales como el IDEAM y la GIZ, también se adelantan proyectos piloto de ciencia participativa y monitoreo comunitario, en los que habitantes locales contribuyen al registro y análisis de datos sobre los cambios glaciales y climáticos.
Estos avances tecnológicos, junto con la implementación de programas de monitoreo participativo que involucran a comunidades locales, guías de montaña, organizaciones no gubernamentales y universidades, han permitido fortalecer las capacidades del país en investigación climática y adaptación. Estas actividades, que incluyen levantamientos fotográficos, registros de variaciones en la cobertura de hielo y el seguimiento de caudales de origen glaciar, complementan las mediciones satelitales y contribuyen a generar inventarios más detallados dentro del marco de la ciencia ciudadana. Asimismo, han favorecido la sensibilización de la sociedad sobre la importancia de conservar estos ecosistemas.

## Importancia ecológica y cultural
Los glaciares colombianos desempeñan un papel crucial, tanto en el equilibrio ecológico como en el patrimonio cultural del país. Ecológicamente, actúan como reguladores del ciclo hidrológico, almacenando agua en forma de hielo durante las estaciones húmedas, y liberándola durante las estaciones secas, lo que garantiza el suministro continuo de agua para ecosistemas y comunidades humanas. Además, son indicadores sensibles del cambio climático, ya que su retroceso refleja las variaciones en las condiciones climáticas globales. Su desaparición implica graves consecuencias ecológicas y sociales, entre ellas la reducción en la disponibilidad de agua, pérdida de biodiversidad y afectaciones culturales a pueblos indígenas y comunidades campesinas que habitan en sus inmediaciones.
Los glaciares de Colombia cumplen funciones ecológicas esenciales como reguladores del ciclo hidrológico, ya que almacenan agua en forma de hielo y la liberan gradualmente, alimentando cuencas hidrográficas clave, especialmente en épocas de bajas precipitaciones. Esta función es crítica para ecosistemas altoandinos como los páramos y bosques montanos, así como para el abastecimiento de agua de comunidades rurales y urbanas. Esto es debido a que desempeñan un papel crucial en el suministro de agua dulce para las cuencas hidrográficas porque funcionan como reguladores hídricos, alimentando ríos y quebradas que abastecen a poblaciones humanas, ecosistemas de alta montaña y sistemas agrícolas
Los glaciares son componentes críticos del sistema de alta montaña, junto con el páramo y el bosque altoandino. Aunque su aporte hídrico directo es limitado, porque aportan entre 3% y 5% del caudal en cuencas de alta montaña, adquieren relevancia en las temporadas secas por el aumento del proceso de deglaciación. La alta montaña colombiana constituye un sistema ecológico complejo e interdependiente, compuesto por ecosistemas glaciares, de páramo y de bosque altoandino Aunque el agua derivada del derretimiento glaciar no representa un volumen significativo en comparación con el agua almacenada y drenada por los biomas de páramo y bosque altoandino, los glaciares juegan un papel importante en la regulación temporal del recurso hídrico
Los glaciares colombianos, aunque constituyen una fracción pequeña del sistema hídrico de la alta montaña, mantienen una relación clave con el páramo y el bosque altoandino. Su aporte de agua líquida está condicionado por las variaciones en el área y volumen de hielo, las cuales dependen de factores atmosféricos como la Zona de Confluencia Intertropical (ZCIT) y los fenómenos de variabilidad climática ENSO (El Niño y La Niña).
Culturalmente, los glaciares tienen un profundo significado espiritual para las comunidades indígenas que habitan las regiones montañosas de Colombia. Por ejemplo, la Sierra Nevada de Santa Marta es considerada por los pueblos Iku, Kogui, Wiwa y Kankuamo como el "corazón del mundo", y sus picos nevados son vistos como lugares sagrados que mantienen el equilibrio del planeta. La desaparición de estos glaciares representa una pérdida ecológica y un impacto significativo en las tradiciones y cosmovisiones de estas comunidades.
En muchos de estos ecosistemas los glaciares coexisten con paisajes campesinos e indígenas. En la Sierra Nevada del Cocuy o Güicán, especialmente del pueblo U’wa. Aunque tradicionalmente el ingreso a los glaciares era restringido por razones culturales y espirituales (particularmente para las comunidades indígenas como los U’wa y los Wicán (Güicán)), al ser lugares sagrados que nadie podía pisar. tanto comunidades como los campesinos locales han tenido históricamente un conocimiento detallado del comportamiento del hielo, el clima y los ciclos del agua. En esta región que presenta un páramo seco, donde las fuentes de agua son escasas y sensibles al cambio climático, los glaciares representan una fuente vital. Las comunidades rurales extraen agua directamente de las vertientes glaciales o de los nacimientos alimentados por ellas, a pesar de que actualmente estos glaciares se encuentran en acelerado proceso de fusión.
Por su valor natural y cultural, algunos glaciares han sido incluidos en estrategias de conservación y monitoreo, y se promueve su reconocimiento como patrimonio natural del país.

## Impacto en la seguridad hídrica nacional
Los glaciares juegan un papel fundamental en la regulación del recurso hídrico en Colombia, debido a que estos actúan como reservas naturales de agua al almacenar hielo y nieve, lo cual se encarga de alimentar de forma constante los caudales de los ríos.  El retroceso de los glaciares amenaza la seguridad hídrica de regiones como el Eje Cafetero y el suroccidente del país, especialmente en épocas secas, ya que los glaciares actúan como reservorios naturales de agua que alimentan ríos estratégicos como el Magdalena, Cauca y el Saldaña.
Colombia ha experimentado una drástica pérdida de su masa glaciar. Desde finales del siglo XIX hasta el año 2022, el país ha perdido aproximadamente el 90% de su área glaciar total. La velocidad de este deshielo es alarmante ya que, tan solo entre 2021 y 2022, la cobertura glaciar se redujo en un 3.2% (1.11 km²), una extensión equivalente a cerca de 156 canchas de fútbol. 
Esto ha afectado directamente en el suministro de agua. La cuenca del río Chinchiná, por ejemplo, que nace en la Laguna Negra y recibe aportes del deshielo de glaciares como el Nevado del Ruiz, es fundamental para el abastecimiento de agua de importantes municipios del Eje Cafetero, incluyendo Manizales, Villamaría, Chinchiná, Palestina y Neira.
La pérdida de esta fuente natural de agua agrava la escasez hídrica durante las temporadas secas, afectando directamente en el abastecimiento de agua de los pueblos aledaños y la fauna presente, afectando también sectores como la agricultura y dificultando la capacidad de generación de energía hidroeléctrica.

## Impacto en la biodiversidad local
El retroceso de los glaciares en Colombia no solo afecta al agua dulce, sino también a la biodiversidad local. Las zonas de alta montaña que albergan estos glaciares, como la Sierra Nevada de Santa Marta, son hogar de especies endémicas  y ecosistemas únicos. La pérdida de glaciares altera el suministro de agua durante la temporada seca, lo que afecta la fauna y la flora que dependen de estos ecosistemas. Su desaparición podría disminuir la diversidad biológica y modificar el equilibrio ecológico en estas zonas.
Los glaciares Colombianos regulan el ciclo hídrico altoandino, aportando entre un 3 y 5% del caudal de los ríos, especialmente en épocas secas, también son considerados sagrados por pueblos indígenas como los Kogui, Arhuaco y U'wa, quienes los ven como entidades vivas que regulan el equilibrio del mundo.

## Acciones de conservación
Los pueblos indígenas de la Sierra Nevada de Santa Marta, especialmente los Arhuacos, Koguis y Wiwas, han liderado procesos de restauración ecológica, educación ambiental y control territorial para sanar el territorio afectado por el cambio climático, enmarcados dentro de su cosmovisión de armonía con la naturaleza.
En Colombia, la conservación de los glaciares ha sido reconocida como una prioridad frente al cambio climático. El Instituto de Hidrología, Meteorología y Estudios Ambientales (IDEAM) lidera desde hace años un programa de monitoreo glaciar que permite hacer seguimiento a la dinámica de los glaciares tropicales del país, evaluar su retroceso y generar alertas tempranas.
En 2012, el Ministerio de Ambiente y Desarrollo Sostenible lanzó el Plan Nacional de Adaptación al Cambio Climático (PNACC), que incluye estrategias para la gestión sostenible de ecosistemas de alta montaña y glaciares, articulando acciones de investigación, educación ambiental, restauración y gobernanza territorial.
Además, los glaciares se encuentran dentro de áreas protegidas como el Parque Nacional Natural Los Nevados, la Sierra Nevada de Santa Marta y el Parque Nacional El Cocuy. Estas áreas no solo garantizan la conservación del ecosistema glaciar, sino que también permiten el desarrollo de programas de ecoturismo responsable, monitoreo participativo y fortalecimiento del conocimiento tradicional, en coordinación con comunidades locales e indígenas.
El país también ha impulsado proyectos de educación ambiental para sensibilizar sobre la importancia de los glaciares y su vulnerabilidad ante el cambio climático, involucrando a estudiantes, científicos ciudadanos y pobladores de zonas de influencia glaciar.

## Política pública y gobernanza ambiental
En cuanto a la política pública, Colombia ha implementado diversas leyes y normativas para la protección de sus glaciares. A través de la creación de Parques Nacionales Naturales, las áreas que albergan los glaciares se han mantenido bajo vigilancia y conservación. Además, el gobierno colombiano ha cooperado con entidades internacionales para desarrollar políticas de adaptación al cambio climático, especialmente en las zonas de montaña más vulnerables. Estas políticas buscan frenar la desaparición de los glaciares y preservar el recurso hídrico para las futuras generaciones 
En Colombia, varios glaciares se encuentran dentro de áreas protegidas, como el Parque Nacional Natural Los Nevados, el Parque Nacional Natural de Chingaza y el Parque Natural de Puracé. Estas áreas están bajo la gestión del Ministerio de Ambiente y Desarrollo Sostenible, que trabaja para preservar estos ecosistemas frágiles mediante políticas de conservación y restauración ambiental. La gestión incluye restricciones a actividades como la minería y la agricultura, que afectan directamente la integridad de los glaciares.
Parques Nacionales Naturales

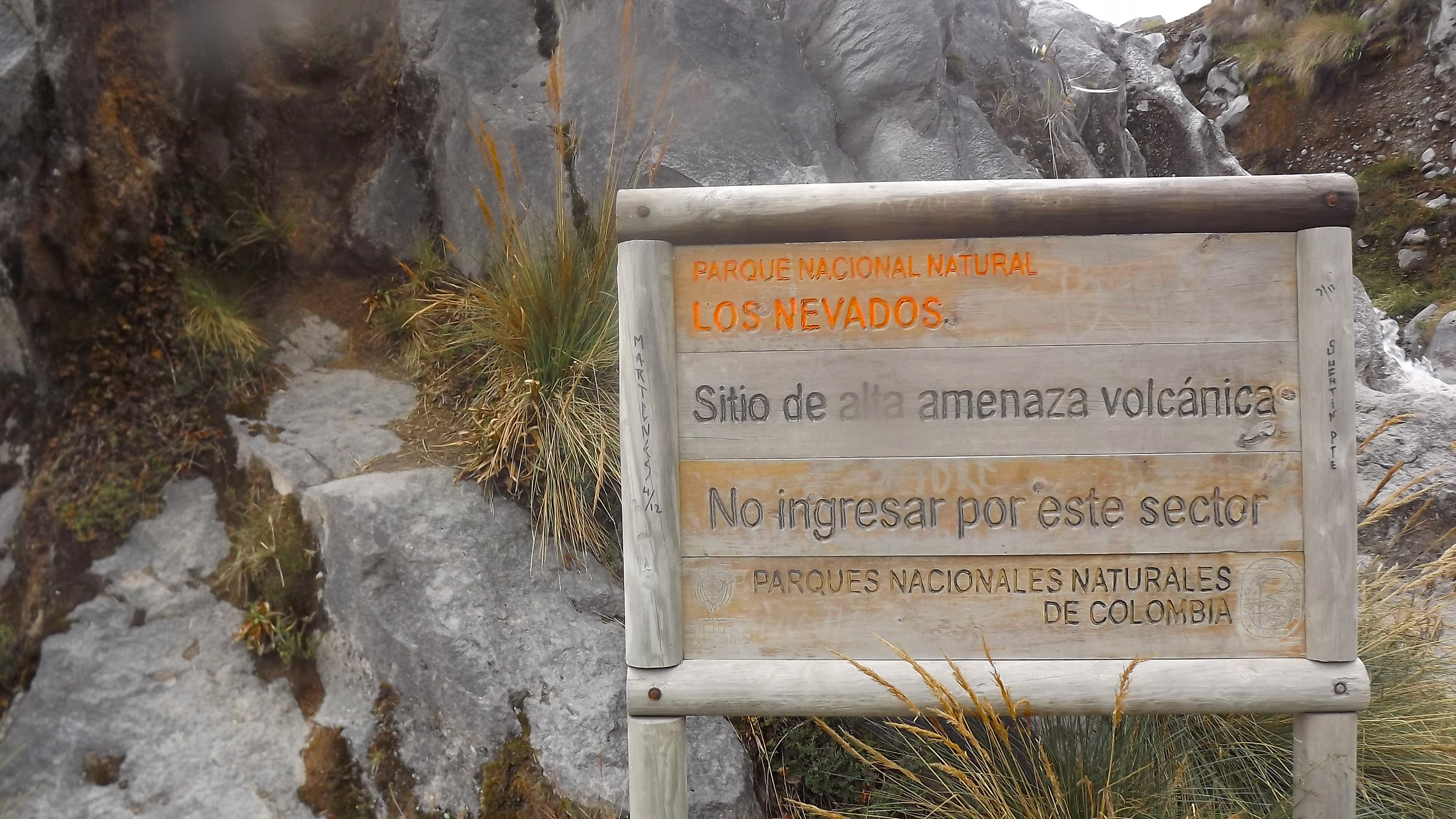
Señales de advertencia en el Parque Natural Los Nevados

La misión de Parques Nacionales Naturales de Colombia incluye la coordinación del Sistema Nacional de Áreas Protegidas (SINAP), en alianza con comunidades indígenas y campesinas, con el fin de mejorar y fortalecer la gobernanza, la gobernabilidad territorial y la adaptación al cambio climático. Entre los principales retos de gestión están la regulación del turismo no sostenible, la implementación de capacidades de carga en sitios de alta demanda y la mitigación de impactos ambientales generados tanto por visitantes como por fenómenos naturales. Teniendo como ejemplo de la gestión realizada se tienen cifras acerca de la cantidad de visitantes que recibió el Parque Nacional Natural Los Nevados en el año 2024, los cuales fueron 70.144 visitantes, lo cual evidencia la necesidad de equilibrar conservación y recreación. 
Además del cambio climático, los glaciares enfrentan amenazas derivadas de fenómenos naturales como erupciones volcánicas (que generan emisiones de ceniza), así como presiones antrópicas por actividades no reguladas. Cada parque nacional posee normativas específicas de uso, zonificación y acceso, adaptadas a su contexto ecológico, cultural y social. De forma que Parques Nacionales Naturales es el encargado de monitorear y gestionar este tipo de actividades para poder garantizar la protección de los ecosistemas de alta montaña. 

## Rol de la Universidad Nacional de Colombia en la protección y estudio[43]
La Universidad Nacional de Colombia ha desempeñado un papel central en la comprensión, monitoreo y divulgación del fenómeno del retroceso de los glaciares en el país. A través de la Cátedra Nacional 2025- "Glaciares: dimensiones y vínculos con la criósfera colombiana", la universidad ha reunido a científicos, estudiantes, líderes comunitarios e instituciones del Estado para reflexionar de forma interdisciplinar sobre los retos ecológicos, sociales y culturales que implica la desaparición de los glaciares tropicales. 
Esta cátedra realizada en modalidad mixta y abierta a la comunidad universitaria y al público ha abordado desde la glaciología física hasta la dimensión espiritual de los nevados para las comunidades indígenas, integrando saberes académicos y ancestrales. Entre los temas tratados se destacan:
- Monitoreo climático y glaciológico, mediante el análisis de datos satelitales, trabajo de campo y modelos de predicción.
- Gestión del agua en regiones de montaña, subrayando el rol de los glaciares como reservorios estratégicos para la seguridad hídrica.
- Participación comunitaria y justicia ambiental, reconociendo la voz de las comunidades locales e indígenas como actores clave en la defensa del     territorio.
- Educación ambiental y ciencia ciudadana, promoviendo la formación de una ciudadanía crítica frente al cambio climático.

la Universidad Nacional lidera o participa en proyectos interinstitucionales con el IDEAM, el Servicio Geológico Colombiano y Parques Nacionales, lo cual fortalece la red académica y técnica del país para la conservación de estos ecosistemas únicos. Desde la docencia y la investigación hasta la extensión social, la Universidad ha creado un espacio de referencia a nivel nacional para pensar el futuro de los glaciares colombianos como parte del patrimonio natural y cultural de la nación.

## Retroceso glaciar

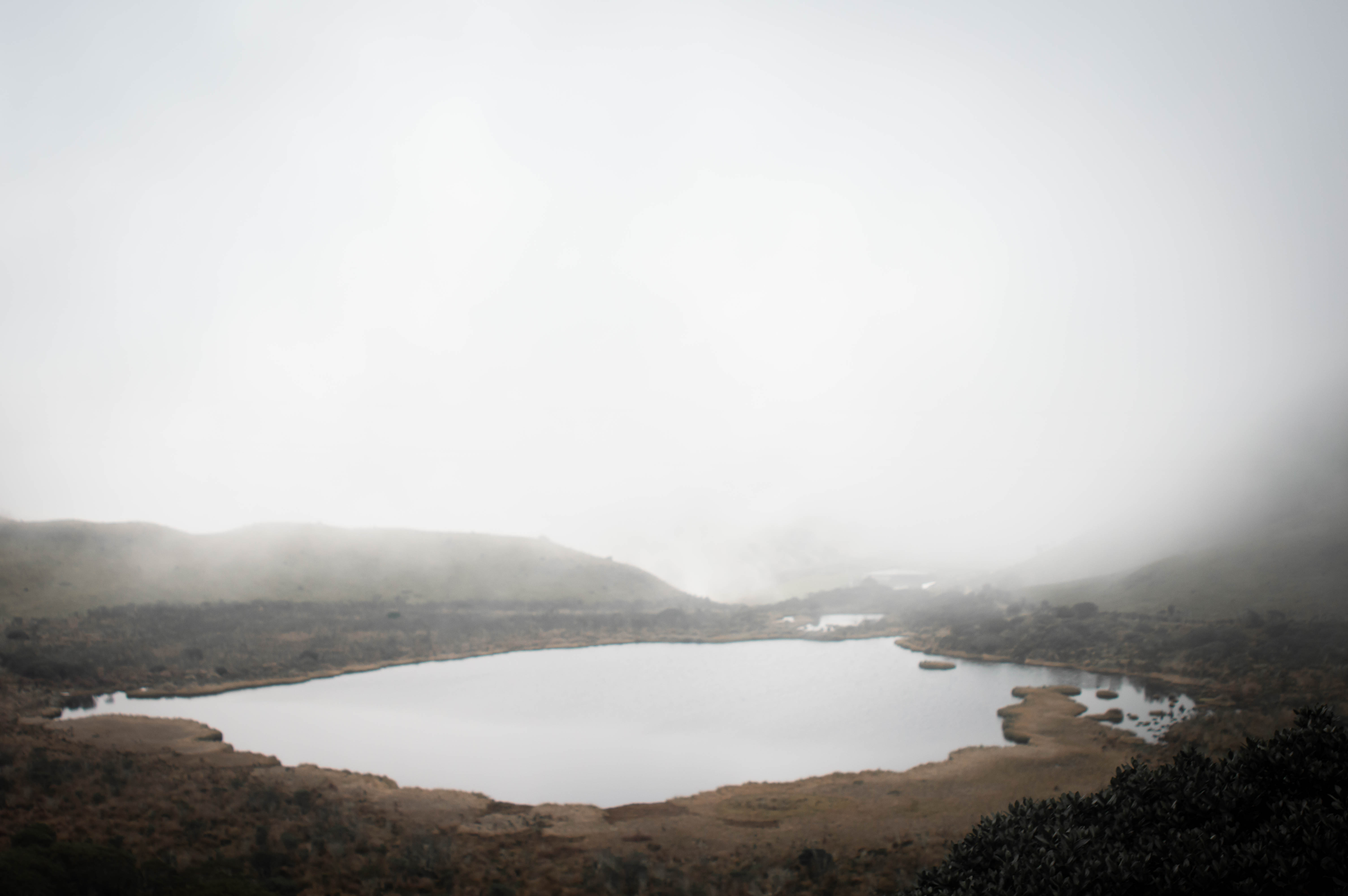
Vista panorámica del Nevado del Ruiz, uno de los glaciares más afectados por el retroceso glaciar

Los glaciares colombianos han experimentado un retroceso acelerado desde mediados del siglo XX. Colombia cuenta con 33.09 km² de hielo existentes para el año 2022, representando apenas el 0.16% de los glaciares sudamericanos. Según el IDEAM, desde el 2010 el área glaciar nacional se redujo en 8,4 kilómetros cuadrados, y durante los últimos dos años se extinguió el 5,8% del área glaciar colombiana.

### Evolución histórica

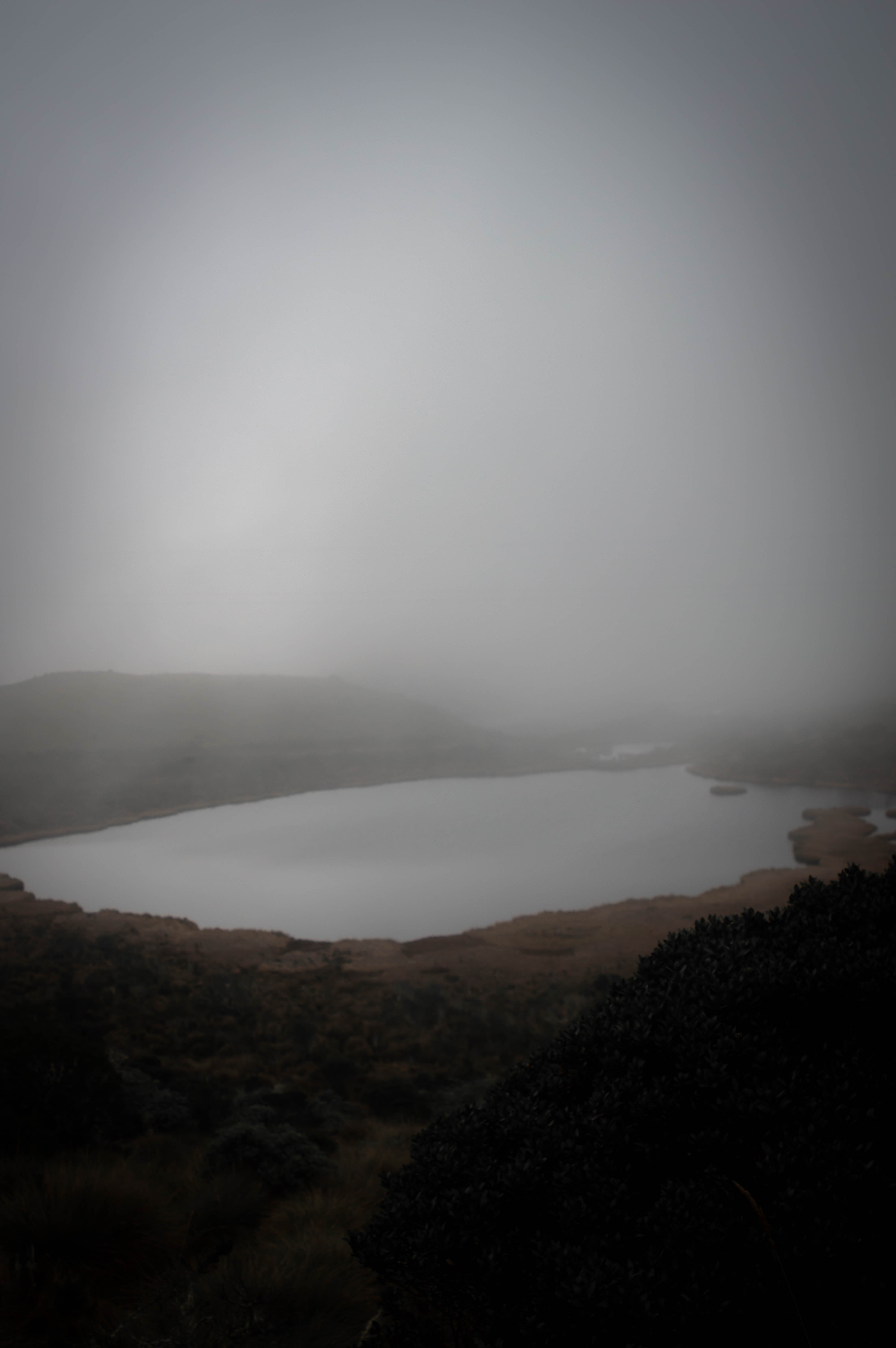
Evidencia visible del retroceso glaciar en el Nevado del Ruiz

Los datos actuales anuncian la inevitable desaparición del hielo en la alta montaña colombiana en tan solo algunas décadas. El proceso de retroceso ha sido documentado sistemáticamente por el IDEAM a través de su programa de monitoreo glaciológico.
Los glaciares más afectados incluyen:
- Nevado del Ruiz: Ha perdido más del 80% de su superficie glacial desde 1959
- Nevado del Tolima: Reducción del 90% en su cobertura glacial
- Sierra Nevada de Santa Marta: Pérdida significativa de masa glacial
- Nevado del Huila: Retroceso acelerado en las últimas décadas

### Causas del retroceso

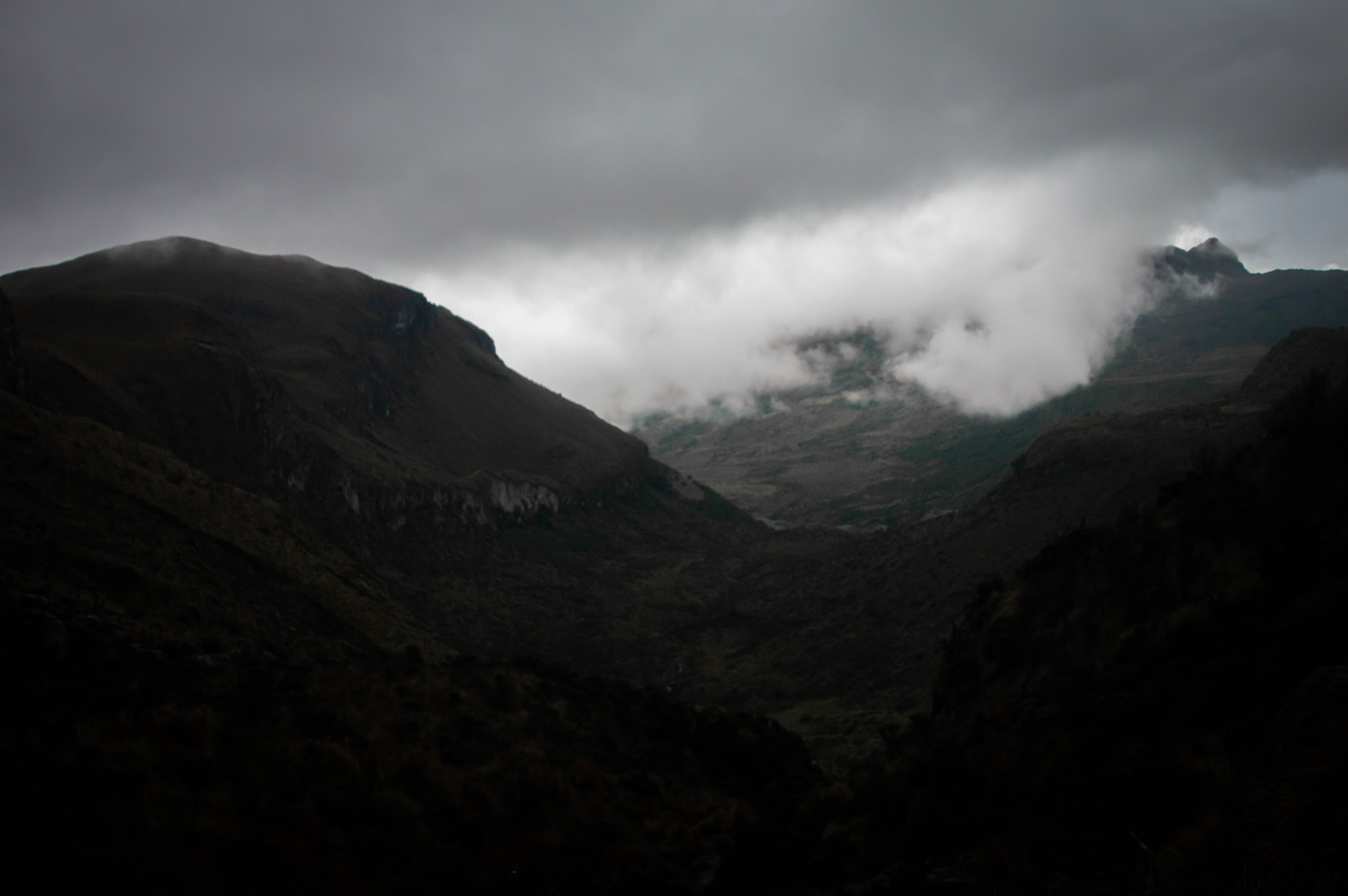
Paisaje del Nevado del Ruiz mostrando la transición entre glaciar y páramo

El retroceso glaciar en Colombia responde principalmente al cambio climático global, que ha intensificado procesos de pérdida de masa en todos los nevados del país. Entre los factores determinantes destacan el aumento sostenido de la temperatura media del aire, variaciones en los patrones de precipitación y la mayor frecuencia e intensidad de fenómenos climáticos como El Niño y La Niña. Según el IDEAM, durante el siglo XX se ha registrado un incremento aproximado de 1 °C en la temperatura promedio de las zonas andinas, con tasas cercanas a 0,13 °C por década entre 1971 y 2000, lo que ha acelerado el deshielo de los glaciares tropicales colombianos.
La baja altitud de algunos glaciares, que se encuentran en rangos altitudinales límite para la persistencia de hielo permanente, también contribuye a su alta vulnerabilidad. Adicionalmente, la actividad volcánica en ciertos nevados, como el Ruiz, puede depositar cenizas que reducen el albedo superficial, aumentando la absorción de radiación solar y la fusión del hielo.
Entre los principales determinantes de este retroceso destacan: 
- El incremento de las temperaturas medias anuales.

- Las modificaciones en los patrones de precipitación.

- La influencia de eventos climáticos extremos

- El impacto de la actividad volcánica, cuyas interacciones han intensificado la fusión glaciar.

Estas condiciones hacen que los glaciares colombianos sean particularmente vulnerables tanto a la variabilidad climática interanual como a los cambios sostenidos en el clima regional, especialmente aquellos relacionados con el fenómeno de El Niño. Durante los años en que este fenómeno se intensifica, se produce una disminución drástica en la acumulación de nieve y un aumento en la fusión glaciar como consecuencia de las temperaturas más elevadas. En contraste, los periodos dominados por La Niña tienden a favorecer una mayor conservación o incluso una leve recuperación de la masa glaciar. Esta relación implica que la duración y la intensidad de estos eventos climáticos tienen un impacto directo en los ciclos de acumulación y pérdida de hielo.
Este conjunto de factores convierte a Colombia en un caso de estudio clave dentro de la glaciología tropical, pues estas reservas de agua dulce se encuentran en rápido retroceso y podrían desaparecer en las próximas décadas si persisten las tendencias actuales de calentamiento.

### Impactos

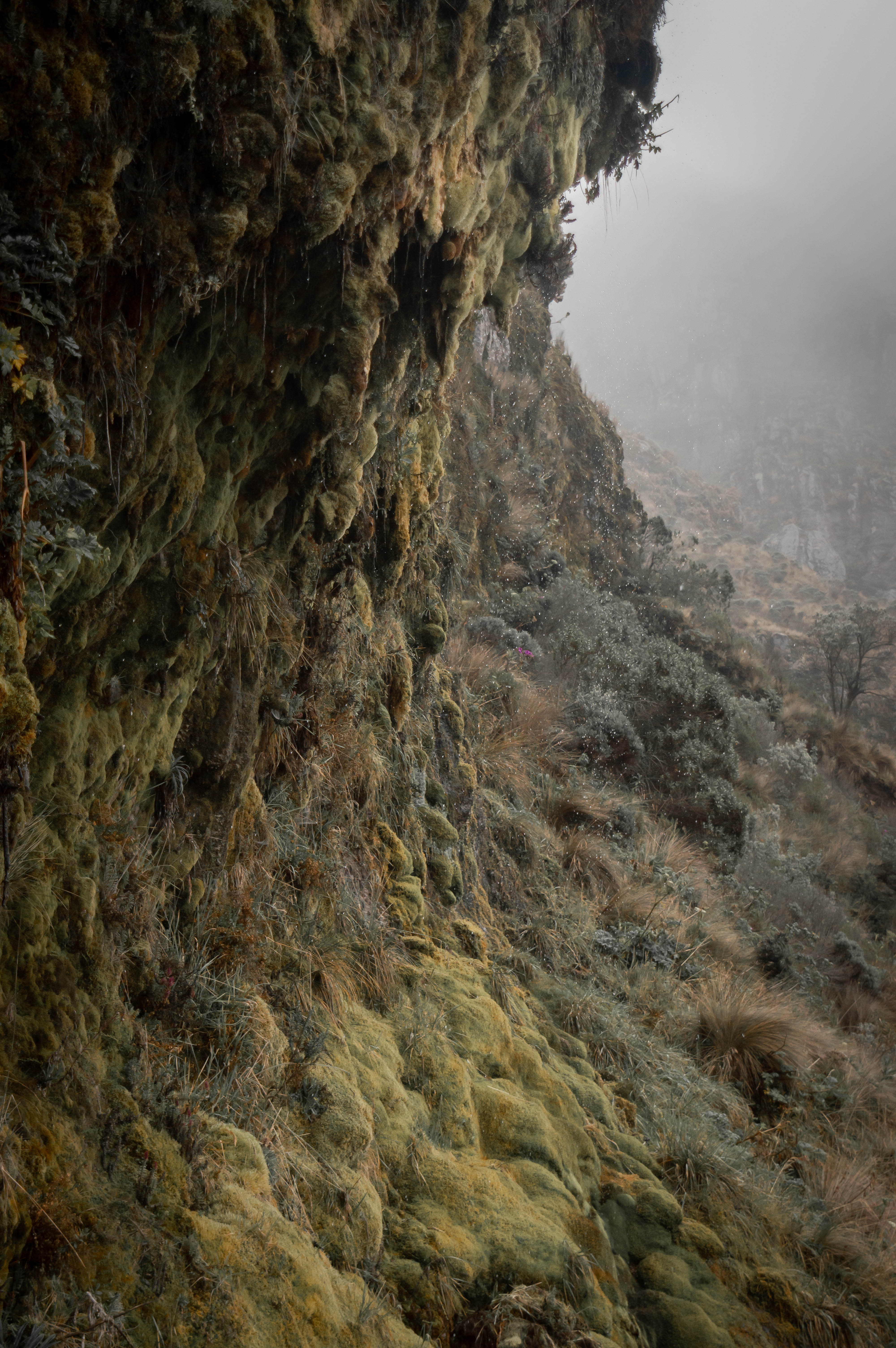
Ecosistema de páramo asociado a los glaciares

El retroceso glaciar genera múltiples impactos:
Recursos hídricos: Los glaciares son ecosistemas de gran importancia en la regulación del ciclo hídrico y abastecimiento de cuerpos y cursos de agua.
Ecosistemas: Los páramos asociados a los glaciares experimentan cambios en su composición florística y faunística.
Investigación científica: Los glaciares colombianos representan un excelente laboratorio de investigación de los efectos del cambio climático a nivel global.

### Monitoreo actual

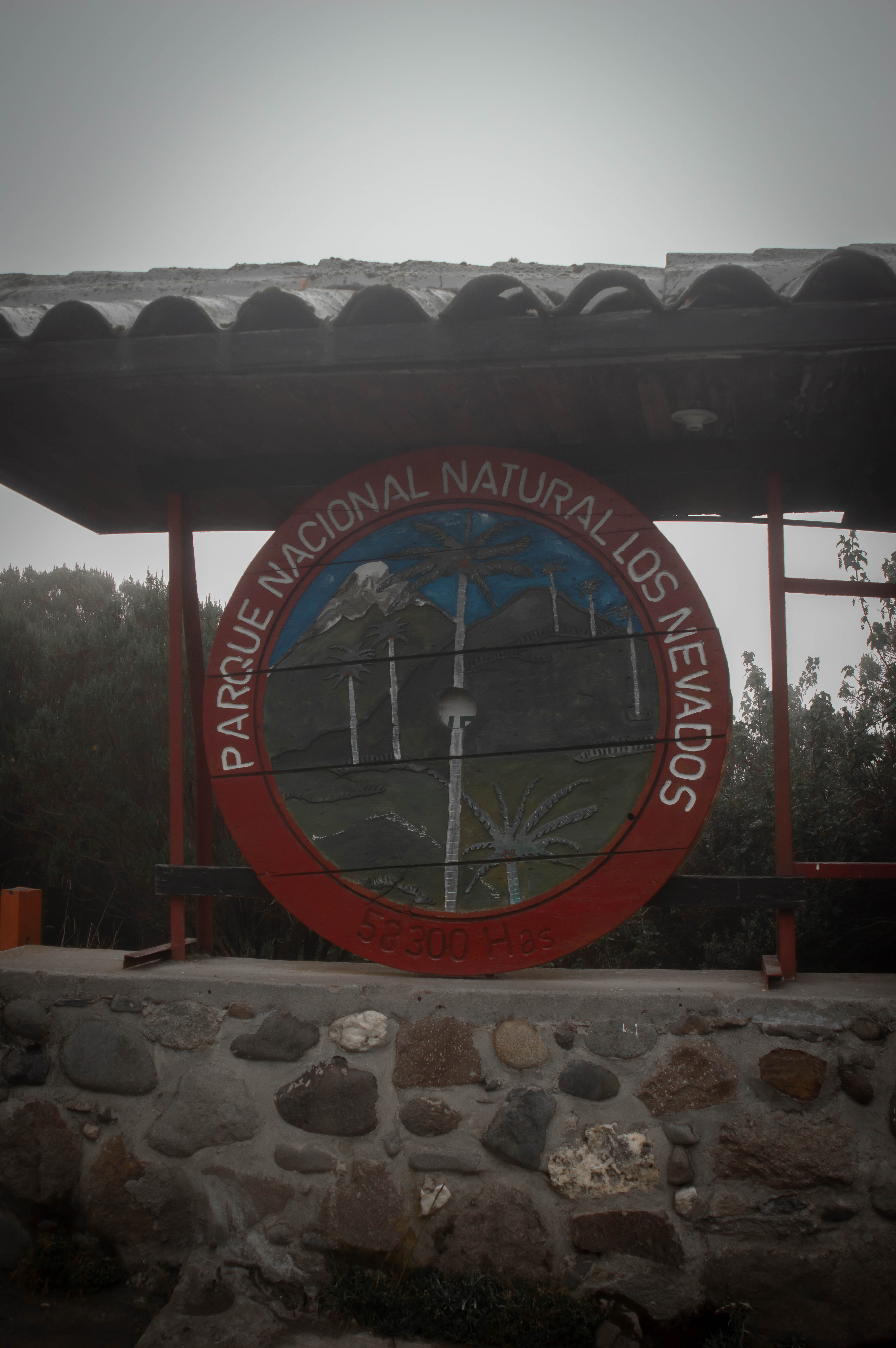
Detalle del glaciar del Nevado del Ruiz, objeto de estudios científicos continuos

El IDEAM mantiene un programa permanente de monitoreo que incluye:
- Estaciones meteorológicas automáticas
- Análisis de imágenes satelitales
- Mediciones glaciológicas directas
- Participación en redes internacionales de monitoreo

Este programa permite documentar la evolución de los glaciares y generar alertas tempranas sobre su estado.

## Glaciares extintos durante el siglo XX
A lo largo del siglo XX, el calentamiento progresivo en Colombia, junto con el ascenso sostenido de la isoterma de 0 °C, provocó la desaparición de numerosos glaciares. Esta pérdida se concentró en montañas cuyas altitudes ya no permitían sostener masas de hielo permanentes, debido a la disminución de la precipitación sólida y el aumento de la temperatura media.
Uno de los primeros registros de este fenómeno fue documentado por el geógrafo Erwin Kraus en 1937 durante su ascenso al páramo de Sumapaz, donde buscó infructuosamente los restos del glaciar del cerro Nevado. Según testimonios locales, el nevado había desaparecido tras el terremoto de 1917, quedando solo en la memoria colectiva como vestigio de su pasado glaciar.
El inventario glaciar más antiguo de Colombia, elaborado en el siglo XIX por Agustín Codazzi y sus colaboradores, documentaba la existencia de al menos 17 montañas con glaciares. Sin embargo, estudios recientes, respaldados por análisis de imágenes aéreas y evidencia geológica, han confirmado la desaparición total de estas masas de hielo en varias de ellas durante el siglo XX.
El siguiente cuadro resume los glaciares colombianos que desaparecieron entre 1940 y 1985:
| Glaciar       | Altitud (m) | Área (km²) al finalizar la Pequeña Edad de Hielo | Año de extinción |
| ------------- | ----------- | ------------------------------------------------ | ---------------- |
| Puracé        | 4520        | 3,5                                              | 1940             |
| Galeras       | 4276        | 1,0                                              | 1948             |
| Sotará        | 4580        | 3,0                                              | 1948             |
| Chiles        | 4470        | 0,6                                              | 1950             |
| Pan de Azúcar | 4520        | 4,5                                              | 1960             |
| Quindío       | 4650        | 4,3                                              | 1960             |
| Cisne         | 4600        | 4,5                                              | 1960             |
| Cumbal        | 4790        | 2,3                                              | 1985             |

Pese a la desaparición de sus glaciares, varios de estos picos conservan el topónimo 'nevado' en la cartografía colombiana, como ocurre con el Cumbal o El Cisne. Esta denominación responde a la presencia estacional de nieve efímera que, al carecer de acumulación sostenida, compactación y metamorfosis a hielo glaciar, no cumple los requisitos para ser clasificada como tal.

### Videoteca:
- Glaciares: su historia y transformación
- Retiro de glaciares tropicales en Colombia
- Cambio climático y alta montaña
- Glaciología en la Sierra Nevada
- Perspectivas del Nevado Santa Isabel
- Ciencia ciudadana y monitoreo glaciar
- Cátedra Nacional UNAL: Criósfera
- Diálogo entre saberes: Glaciares en Colombia

## Galería

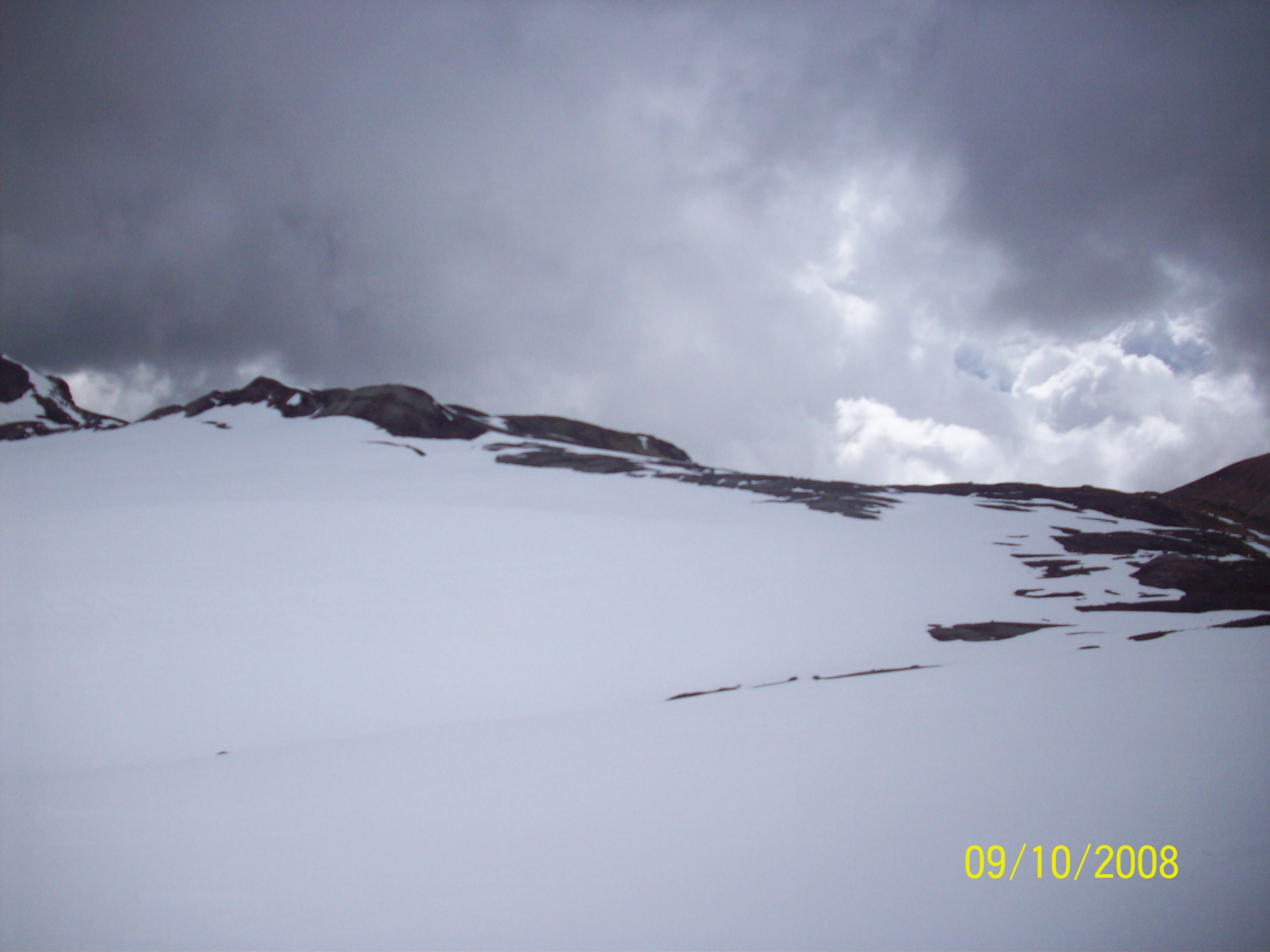
Nevado del Ruiz
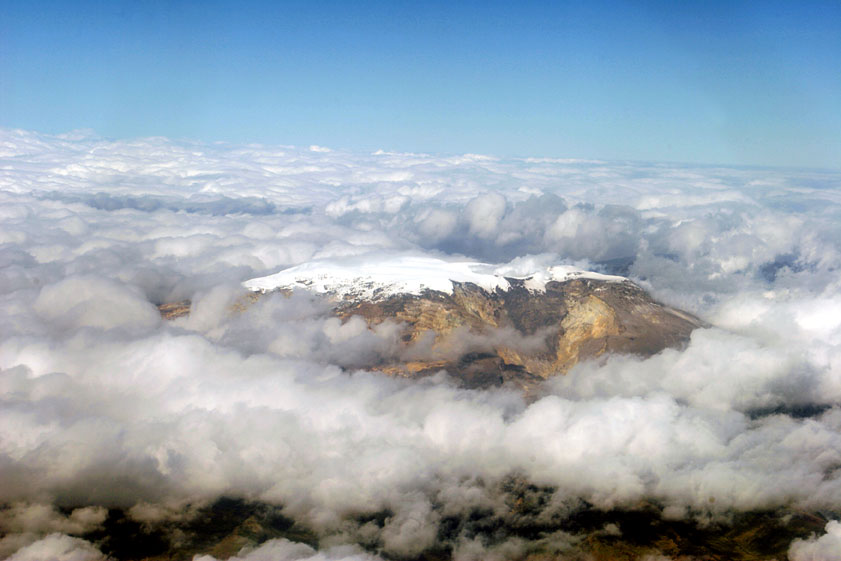
Nevado de Santa Isabel
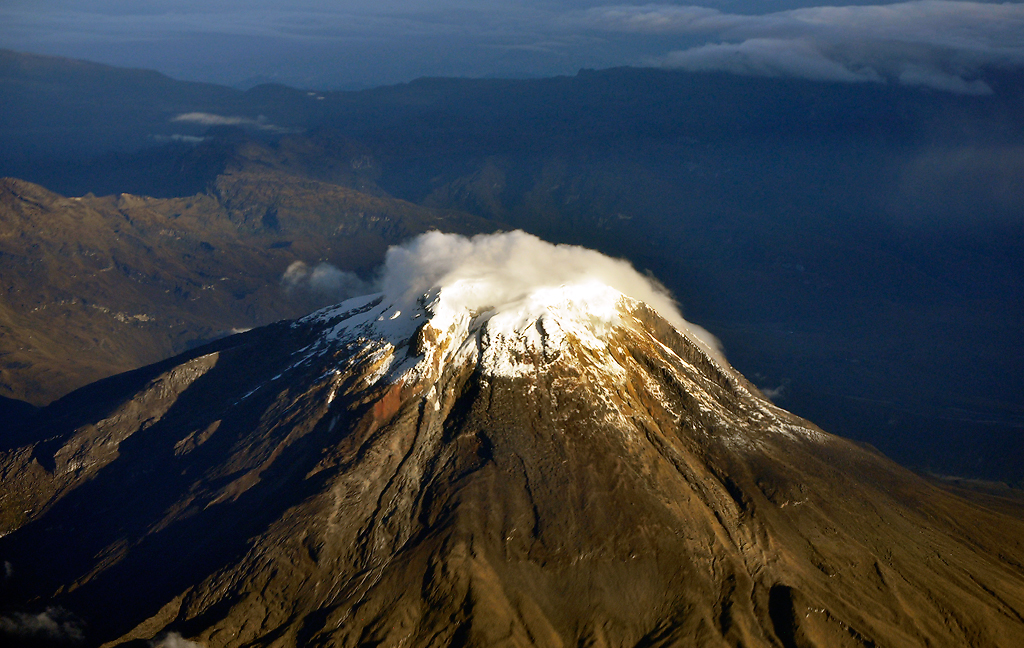
Nevado del Tolima
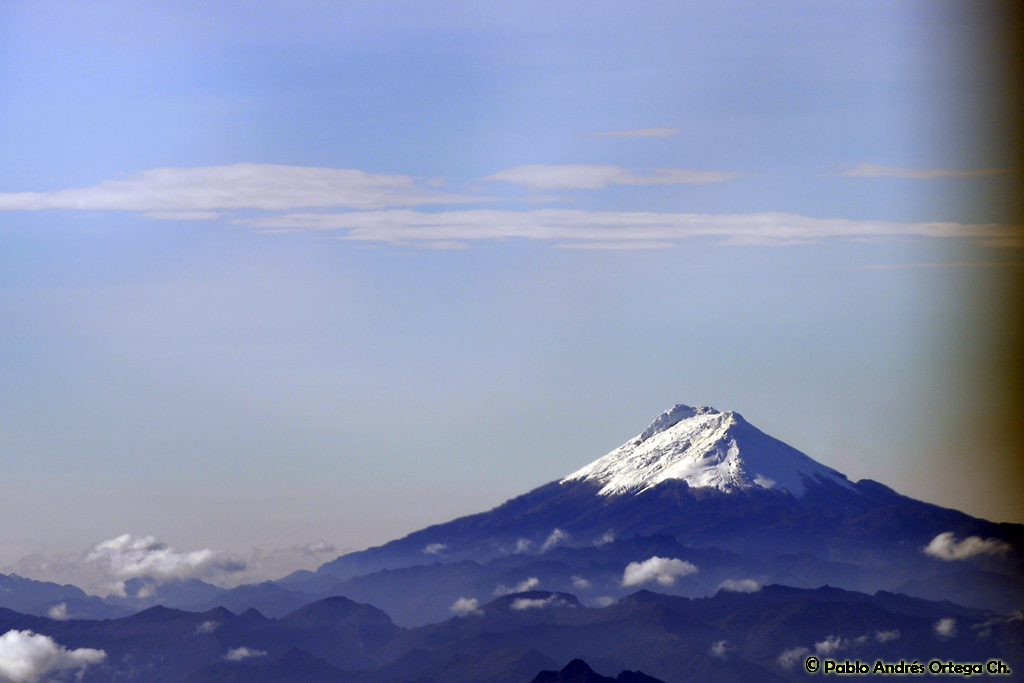
Nevado del Huila
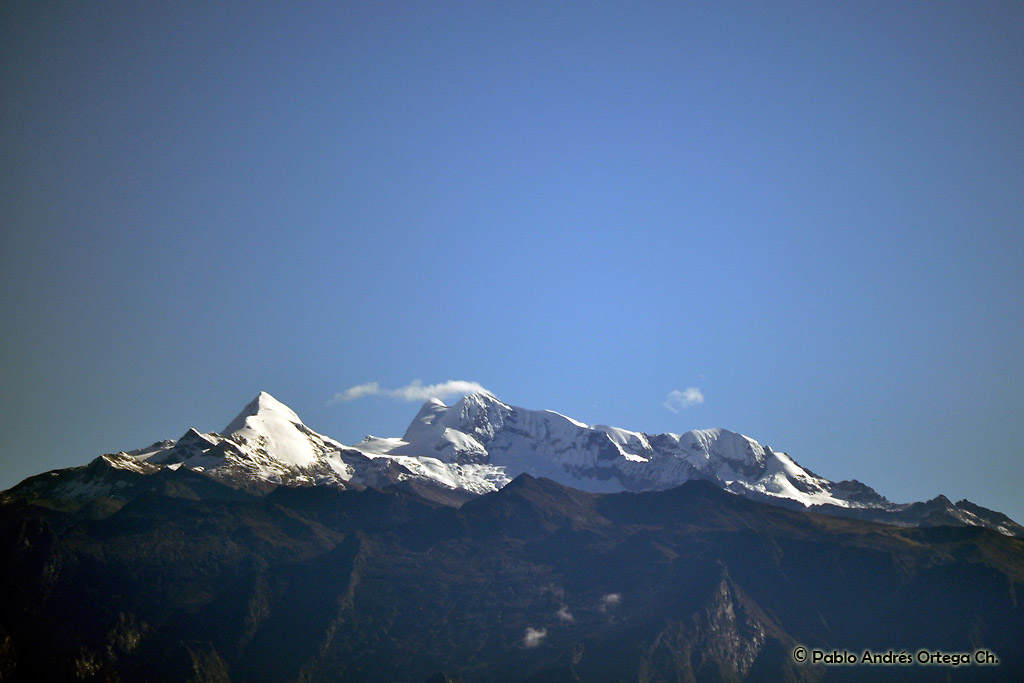
Sierra Nevada de Santa Marta
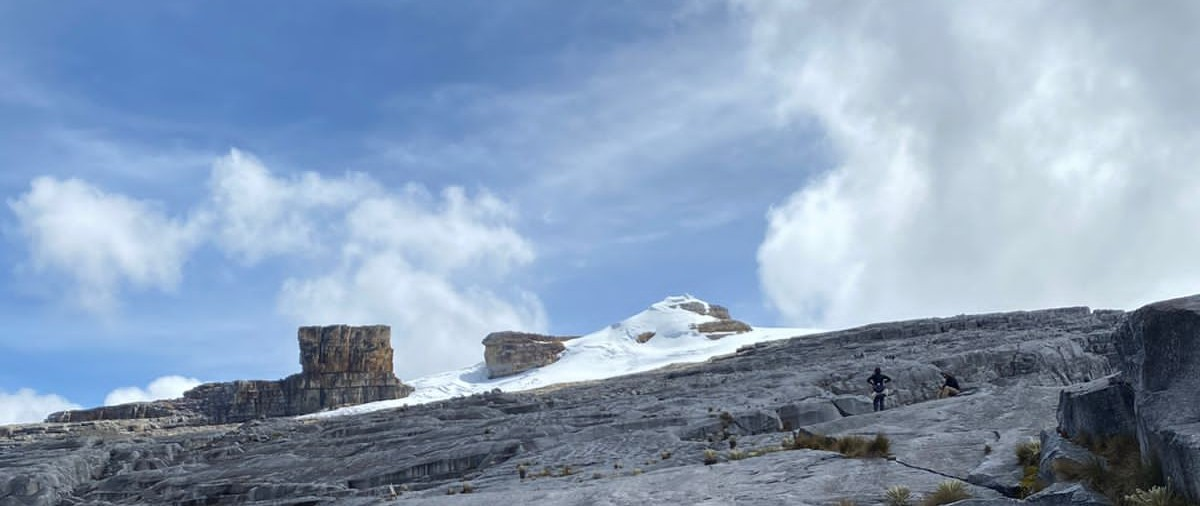
Pico Pan de Azúcar del glaciar Cocuy, Güicán y Chita
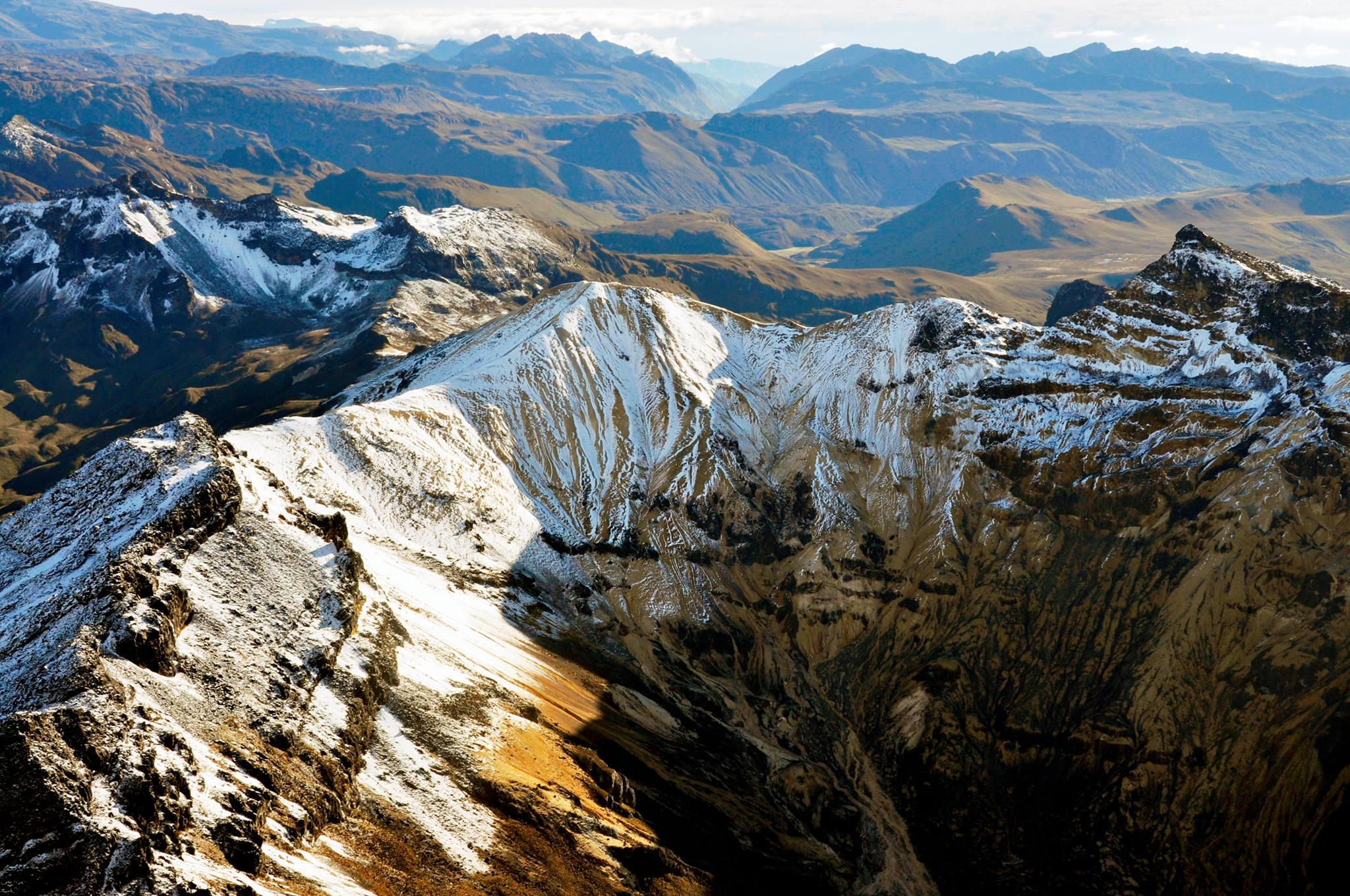
Nevado del Quindío
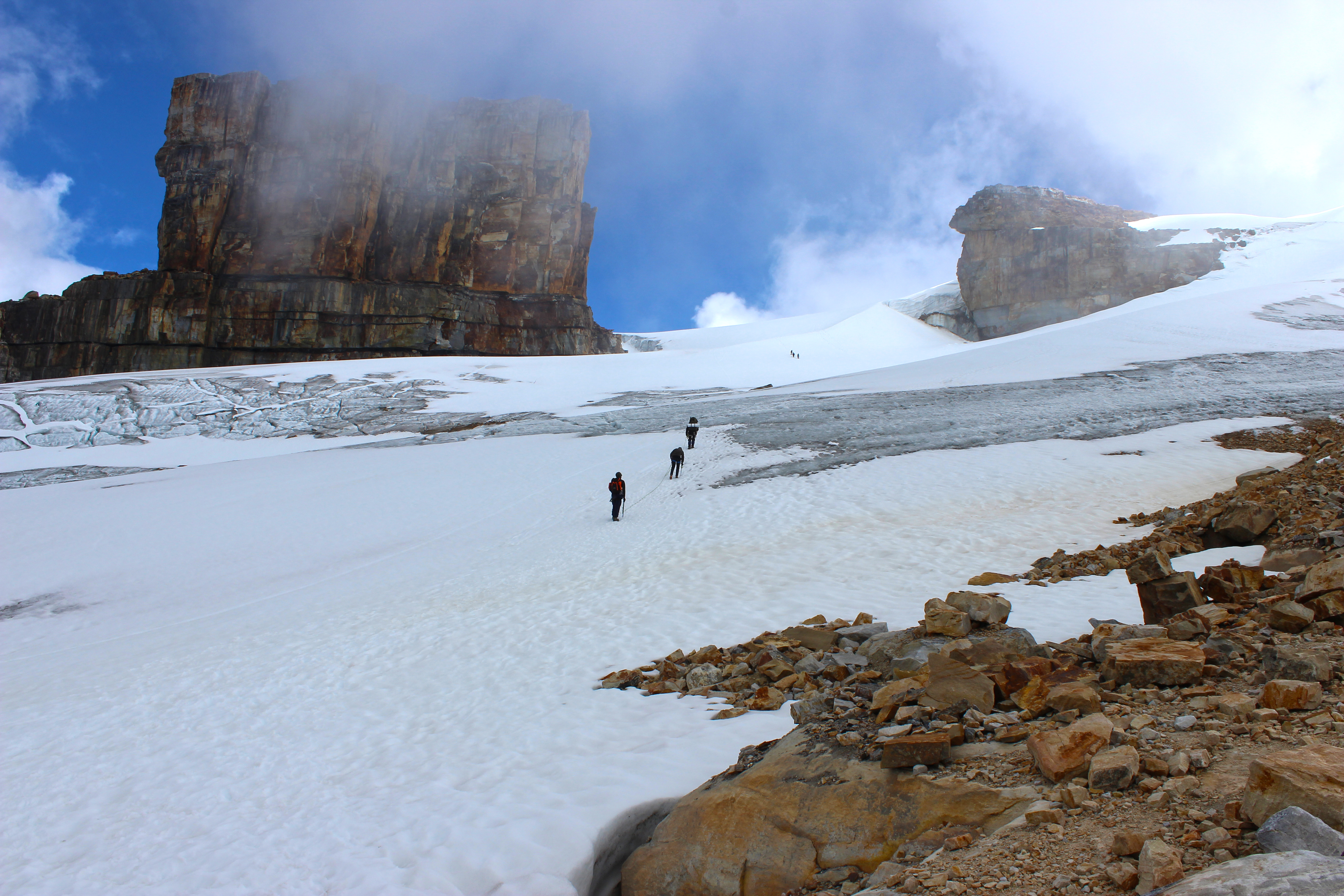
Pan de azúcar y Púlpito del diablo, El Cocuy, Colombia